# Frères Schlumberger
Pour les articles homonymes, voir Schlumberger.
Les frères Schlumberger sont deux frères alsaciens dont les inventions liées à la géophysique et au pétrole ont construit le succès :
- Conrad Schlumberger, né le 2 octobre 1878 à Guebwiller et mort le 9 mai 1936 à Stockholm ;
- Marcel Schlumberger, né le 21 juin 1884 à Guebwiller et mort le 20 août 1953 à l'abbaye du Val-Richer.

Les deux frères reposent comme d'autres membres de la famille au cimetière du village de Saint-Ouen-le-Pin dans le Calvados.

## Biographie

### Conrad Schlumberger (1878-1936)
François Conrad Schlumberger (1878-1936), X-Mines (X1898), ingénieur des mines à Rodez puis à Toulouse puis professeur à l'École des mines de Paris et à celle de Saint-Étienne (par ailleurs officier de la Légion d'honneur), avait le profil le plus scientifique des deux frères, alors que Marcel, avait davantage le profil d'un ingénieur. Conrad épouse en 1904 Louise Delpech (1883-1976), originaire de Clairac (Lot-et-Garonne) et descendante de la famille Oberkampf. Il est le père de :
- Anne Doll-Gruner (1905-1993), fondatrice de la bibliothèque pour enfants de Clamart, La Joie par les livres, et de la Fondation des Treilles, mariée à Henri-Jean Doll (1902-1991) puis Jean Gruner (1909-2002), mère de Izaline Doll et Clarisse Doll ;
- Dominique de Ménil (1908-1997), philanthrope, fondatrice de la Menil Collection et de la Rothko Chapel de Houston, marié à Jean Menu de Ménil (1904-1973), mère de cinq enfants[1] ;
- Sylvie Boissonnas (1912-1999)[2], fondatrice avec son mari, Éric Boissonnas (1913-2005), de la station de ski de Flaine, construite par l'architecte américain Marcel Breuer, mère de Catherine Boissonnas, Nicolas Boissonnas, Jacques Boissonnas, et Sylvina Boissonnas[3].

### Marcel Schlumberger (1884-1953)
Marcel Schlumberger, École centrale Paris, fait carrière dans les chemins de fer avant de participer pendant la Première Guerre mondiale à la construction des premiers chars français. Il est le père de :
- Geneviève Schlumberger (1910-1993), épouse de René Seydoux Fornier de Clausonne et mère de Jérôme Seydoux, Nicolas Seydoux, Michel Seydoux et Véronique Seydoux-Rossillon.
- Pierre Schlumberger (en) (1914-1986), marié à Claire Schwob d'Héricourt, puis à São Schlumberger (en) (1929-2007), et père de sept enfants[4], cinq avec C. Schwob d'Héricourt : Anne-Marie Schlumberger, Pierre-Marcel Schlumberger (1942-2020)[5], Catherine Schlumberger, Christiane Schlumberger et Jacques Schlumberger, et deux avec São Schlumberger : Paul-Albert Schlumberger (1962-1992) et Victoire Schlumberger-Tardif (1968).
- Françoise Schlumberger (1917-1998), mariée à Paul Primat (1910-1945), mère de Jean-François Primat et Didier Primat (1944-2008) marié à Martine Primat, père de huit enfants[6].

### Leur famille
Leur père Paul descend d'une famille d'industriels dont l'ancêtre Nicolas Schlumberger a fondé au début du XIXe siècle une filature de coton. 
Leur mère, Marguerite Schlumberger, née de Witt, philanthrope et féministe, est la petite-fille de François Guizot, de l'Académie française, homme politique français et ministre de Louis-Philippe et la fille de Conrad de Witt, député du Calvados. Elle est très active dans les associations de « relèvement » des prostituées ; suffragiste, elle préside la ligue internationale des droits de la femme. Un musée leur est consacré au château Crèvecœur-en-Auge.
Leur frère aîné est Jean Schlumberger, fondateur de La Nouvelle Revue française.
Un autre frère est Maurice Schlumberger, fondateur de la banque du même nom, devenue par fusion la banque Neuflize Schlumberger Mallet avant d'être absorbée par le groupe bancaire ABN Amro, puis renommée Neuflize OBC.
La famille fut fortement influencée par les valeurs protestantes : culte du travail et de l'épargne, valorisation du savoir et refus des mondanités ou d'une vie luxueuse. Le couple décide d'envoyer ses enfants suivre leur scolarité à Paris et non en Allemagne.

## Contributions à l'industrie pétrolière

### Inventions
Leur première idée déterminante fut de mesurer la résistivité des sols pour en déduire leur possible nature (craie, grès, granite…). Ils étendront ensuite cette technique de prospection électrique en inventant des outils pouvant prendre des mesures en continu tout en étant déplacés dans des trous de forage.
Grâce à leurs inventions et au soutien financier de leur père Paul, industriel dans le textile à Mulhouse, ils fondèrent en 1919 une petite société spécialisée dans les mesures physiques pour la recherche de richesses minérales. En 1926, elle devient la Société de Prospection Électrique. Elle est Installée à Paris, rue Fabert. Elle ne compte que deux salariés,
Pionniers dans l'application géophysique à l'industrie minière, ils obtiennent de nombreux contrats en France, aidés par le réseau des anciens élèves de leurs écoles respectives qui occupent des fonctions importantes dans l'industrie minière, mais ils signent aussi des contrats en Europe, au Canada et au Congo belge. En plus de construire de nombreux outils de mesure, ils vendaient leurs services aux compagnies pétrolières lorsqu'elles voulaient savoir où forer un puits. En effet, en 1927, Conrad a l'idée d'utiliser les puits de forage pour effectuer des mesures de résistance électrique des sols.  Le 5 septembre 1927, les frères Schlumberger réalisent un sondage électrique sur le site de Pechelbronn, ce qui constitue une première mondiale. Ce procédé va faire la fortune de la société qui va se spécialiser de plus en plus dans l'industrie pétrolière et intervenir partout dans le monde où se trouvent des champs pétrolifères, particulièrement aux États-Unis où une filiale est créée dès 1931.
Les deux frères posèrent les principes de la « diagraphie au câble » (Wireline logging), une technologie encore très largement utilisée dans l'ingénierie pétrolière moderne. En 1936, Conrad meurt d'une crise cardiaque au retour d'un voyage en URSS.
En 1940, avec l'occupation allemande, le siège de l'entreprise est transféré à Houston au Texas.

### Entreprises Schlumberger et Compagnie générale de géophysique
La société donne naissance à Schlumberger Limited, spécialisée dans les mesures dans les forages, et à la Compagnie générale de géophysique, spécialisée dans les mesures de surface. Au XXIe siècle, Schlumberger est l'un des acteurs majeurs des services pour l'industrie pétrolière.

### Sources et bibliographie
- Jean-Marie Schmitt, « François Conrad Schlumberger » et « Émile Henry Marcel », in Nouveau dictionnaire de biographie alsacienne, vol. 33, p. 3464
- Anne Gruner-Schlumberger et René Sellal, Les alsaciens et l'Amérique du XVIe siècle au début du XXe siècle, Mulhouse, Bulletin de la Société Industrielle de Mulhouse, 1985, 144 p. (ISSN 0037-9441)Bulletin n°2 de 1985. Les débuts de la prospection pétrolière aux Etats-Unis par la famille Schlumberger, pp. 113-114
- René Sellal, Les alsaciens et l'Amérique du XVIe siècle au début du XXe siècle, Mulhouse, Bulletin de la Société Industrielle de Mulhouse, 1985, 144 p. (ISSN 0037-9441)Bulletin n°2 de 1985. Conrad Schlumberger et la prospection électrique à travers "la boîte magique ou les sources du pétrole" d'Anne Gruner Schlumberger, pp. 115-121